# Phrygilus gayi
Phrygilus gayi là một loài chim trong họ Thraupidae.